# Paleolibertarianismo
Paleolibertarismo era uma estratégia de activismo que expressa a defesa da libertarismo combinando com práticas comunicativas destinadas às classes trabalhadoras nos Estados Unidos no início da década de 1990 (1989-1995). O paleolibertarismo foi desenvolvido pelos teóricos anarco-capitalistas Murray Rothbard e Lew Rockell.
A estratégia paleolibertaria não produziu resultados práticos e gerou pouca simpatia externa.

## História

### Paleoconservadorismo vs Neoconservadorismo
Os paleoconservadores defendiam a ética cristã, limitando o poder do estado, opunham-se à política externa imperialista e intervencionista dos EUA e às políticas do New Deal de Franklin D. Roosevelt. Durante a década de 1950, no contexto da Guerra Fria e do anticomunismo, os conservadores da tendência majoritária liderada por William F. Buckley Jr., que defendiam o intervencionismo, gradualmente afastaram os paleoconservadores da política americana.

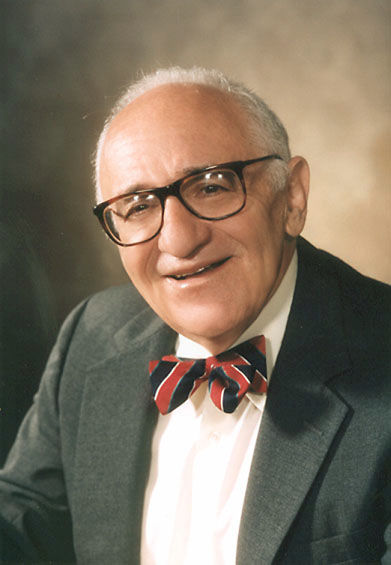
Murray Rothbard

Durante o governo de Ronald Reagan, Mel Bradford e Thomas Fleming lideraram um movimento reivindicando o que eles chamavam paleoconservadorismo ao criticar o neoconservadorismo, Murray Rothbard e Lew Rockwell se juntariam a essa nova tendência, também criticando alguns libertários.

### Em defesa do paleolibertarismo
No início dos anos 1990, Lew Rockwell escreveria Em defesa do paleolibertarismo que se tornaria o ponto de partida do paleolibertarismo. Murray Rothbard escreveria Por que Paleo? onde ele defenderia as idéias escritas no artigo de Rockwell.
A estratégia paleolibertaria foi destinada a uma aliança com grupos conservadores que mudaram sua opinião sobre a política externa dos EUA (paleoconservadores) para tentar influenciar o Partido Republicano Americano. A aliança esfriou devido a incompatibilidades de idéias e personalidades - mais do que inicialmente previsto - entre as facções libertária e conservadora.
Em 2007, Rockwell declarou que não usava mais o termo "paleolibertario" - porque era distorcido por sua associação passada com o termo paleoconservador como "algum tipo de libertário socialmente conservador", algo que "não era de todo" do paleolibertarismo - e que todos os libertários deveriam estar "felizes com o termo libertário".

## Críticas
A cientista política e ativista Jean Hardisty afirma que o paleolibertarismo envolve "racismo explícito, antissemitismo e sexismo". Ela observa o elogio de Rothbard a "The Bell Curve", um trabalho controverso que argumenta que existem diferenças de Q.I. demonstráveis entre grupos raciais; e a publicação do Relatório Rothbard-Rockwell de um artigo escrito por Samuel T. Francis que afirmava que "das duas principais raças nos Estados Unidos hoje, apenas uma possui a capacidade de criar e sustentar" níveis adequados de civilização.

## Controvérsias

### Newsletters do Ron Paul
Começando em 1978, por mais de duas décadas, Ron Paul - médico americano, ativista libertário, congressista e candidato à presidência - publicou uma variedade de boletins informativos e orientados a investimentos com seu nome. O conteúdo de alguns desses boletins, amplamente considerados racistas, foi fonte de polêmica durante sua campanha para o Congresso de 1996 e suas campanhas presidenciais de 2008 e 2012.
A publicação libertária Reason afirmou que "meia dúzia de ativistas libertários de longa data - incluindo alguns próximos à Ron Paul - todos nomearam o mesmo homem como o escritor-fantasma das Newsletter do Ron Paul Paul: Lew Rockwell,  fundador do Instituto Ludwig von Mises e um dos articuladores da Estratégia Paleo. Rockwell, porém, nega.

### Primárias Republicanas de 1992
Em 1992, durante as primárias do Partido Republicano para a presidência da República, Murray Rothbard, outro dos articuladores da Estratégia Paleo, considerou o programa de David Duke, supremacista branco e líder da Ku Klux Klan um modelo paleo a ser seguido. Após a derrota de Duke, Rothbard apoiou o populista e paleo-conservador Pat Buchanan, que também fora derrotado.